# 異齒裂腹魚
異齒裂腹鱼（学名：Schizothorax oconnori）为輻鰭魚綱鯉形目鲤科的其中一種，分布於亞洲中國西藏自治區雅魯藏布江流域，體長可達37公分。

## 扩展阅读
維基物種上的相關：異齒裂腹鱼